# Academia de Tênis Resort
A Academia de Tênis Resort, mais conhecida em Brasília simplesmente por "Academia de Tênis", foi um espaço cultural, de hotelaria e turismo, com sede em Brasília, no Distrito Federal.  Foi conhecida por abrigar integrantes do primeiro escalão do governo, como nos mandatos de Fernando Collor de Mello, Fernando Henrique Cardoso e Luiz Inácio Lula da Silva.
Hospedou políticos influentes. 
A então ministra Zélia Cardoso de Mello hospedou-se lá quando da elaboração do Plano Collor, com assessores que ficaram ali por doze meses, pagos por Paulo César Farias. Em maio de 1994, Zélia foi denunciada pelo Procurador Geral da República, Aristides Junqueira, por corrupção passiva, por ter aceitado que PC Farias pagasse essas despesas, solicitando posteriormente favores do Ministério da Economia. PC Farias e seu sócio, Jorge Bandeira, também foram denunciados, por corrupção ativa.
Também moraram no local, enquanto ocuparam cargos em Brasília, o ex-presidente do Banco Central, Gustavo Franco, e os ex-ministros Celso Lafer, Luiz Carlos Bresser Pereira, José Carlos Dias, Raul Jungmann e Alcides Tápias. Mesmo com a mudança de governo, em 2003, o local continuou sendo prestigiado pelos politicos do partido no governo.
Hospedava o Music Hall e uma série de cinemas com programação cultural.
No local acontecia o Festival Internacional de Cinema de Brasília.
O Aberto de Tênis de Brasília, torneio profissional da categoria challenger, também ocorria no local. Também hospedava anualmente o Campeonato Brasileiro Infantojuvenil de Tênis e a Copa das Federações.

## Trajetória
A história da Academia de Tênis começou em 1972, nesse ano o empresário e médico José Farani fundou a Academia e se mudou para o local com toda a família. Farani chegou a Brasília em 1960, vindos do Espírito Santo. Antes de fundar a Academia exerceu a medicina no Senado e no Itamaraty. Também foi Secretário de Saúde do Distrito Federal.
Localizado numa área de 62.000m2, a Academia de Tênis Resort contava com 150 apartamentos tipo chalet, 3 restaurantes de nível internacional, salão para 1.200 pessoas, ginásio com capacidade para  abrigar 3.000 pessoas, centro de convenções com 3 auditórios e 21 quadras de tênis, sendo 7 de saibro e 14 de lisonda.
Em 1995 o Tribunal de Contas da União acionou a Receita Federal para verificar as atividades filantrópicas da Academia. 
O estatuto da academia citava vinte e nove áreas de atuação da academia no atendimento gratuito aos necessitados, entre as quais: creche e pré-escola, prestação de serviços médicos ambulatoriais, programa de combate às drogas.
Mas não foi isso que os fiscais da Receita verificaram na contabilidade da Academia.  No relatório sobre as atividades da Academia enviado ao Ministério Público constava o pagamento de despesas pessoais de Farani com o dinheiro da Academia.
Em 1998 Farani foi processado por sonegação de impostos e o título de entidade filantrópica da Academia foi cassado pela justiça.
Também em 1998 a Academia foi dividida em duas empresas: uma administra o hotel e a outra o clube. A dívida de 7 milhões, por sonegação de impostos, referentes ao período de 1992 a 1995 foi renegociada com a Receita.
Em 2005 o empresário foi condenado a pagar quatro anos e um mês de prisão. O andamento do processo por sonegação de impostos culminou na sua prisão em 2007.
Em 2010 a Academia foi vendida para duas empresas do setor de construção de Brasília. Como exigência para o fechamento do negócio os cinco herdeiros de Farani exigiram que o novo empreendimento leve o nome do patriarca da família.

Nesse mesmo ano um incêndio consumiu três salas do Cine Academia e fechou de vez o cinema que se dedicava à exibição de produção independente. Em 2004 as salas do cinema da Academia de Tênis exibiram os filmes que concorriam no Festival de Cinema de Brasília que foi sediado no local.